# Motor de combustión interna

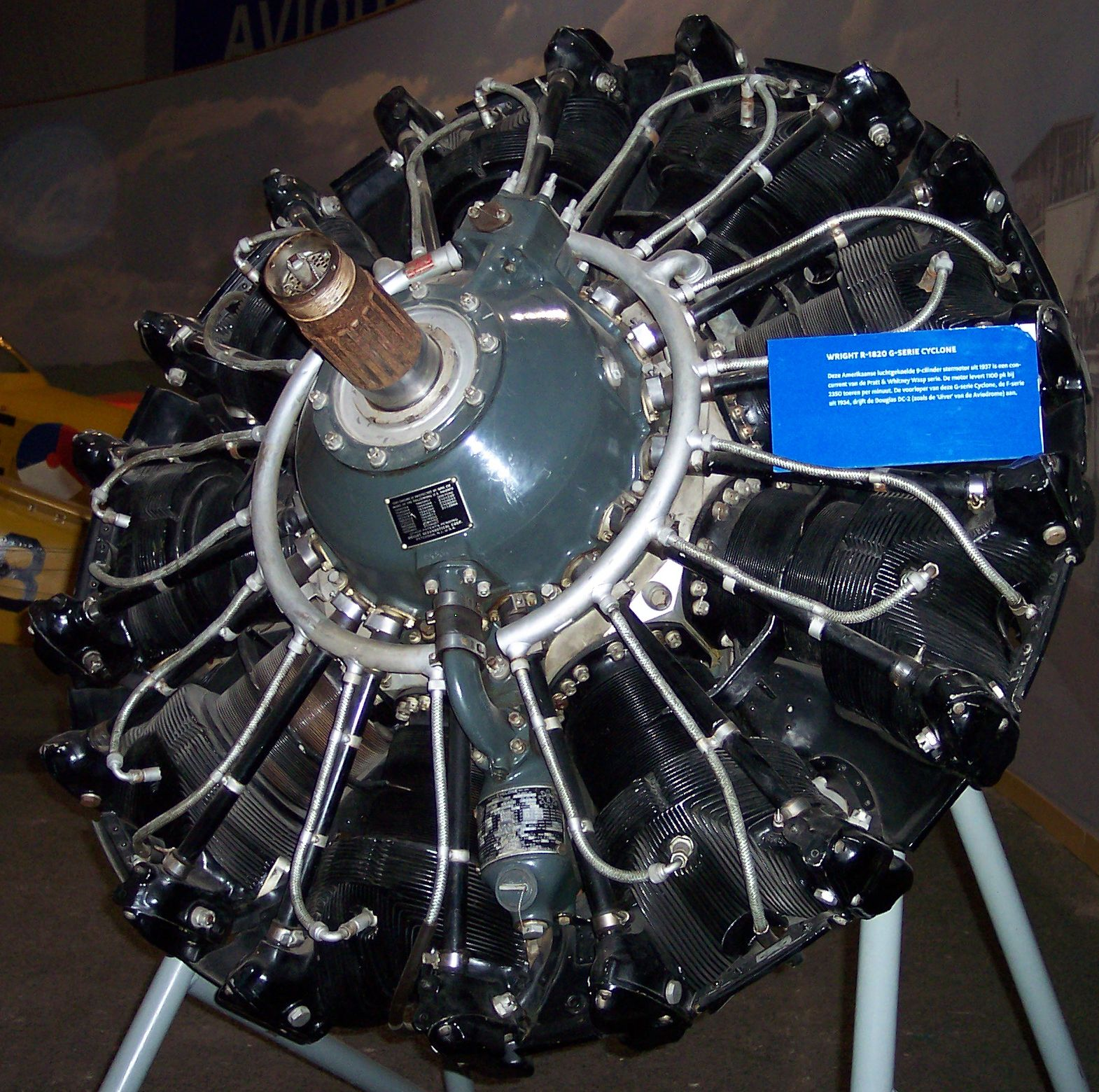
Antiguo motor radial aeronáutico, de 9 cilindros.

Un motor de combustión interna o motor de explosión es un tipo de máquina que obtiene energía mecánica directamente de la energía química de un combustible que arde dentro de la cámara de combustión. El nombre se debe a que dicha combustión se produce dentro de la propia máquina, a diferencia de, por ejemplo, la máquina de vapor.

## Información general
- Motor de combustión interna alternativo
  - El motor de explosión ciclo Otto, cuyo nombre proviene del técnico alemán que lo desarrolló, Nikolaus August Otto. es el motor convencional de gasolina. También se lo conoce como motor de ciclo Beau de Rochas, debido al inventor francés que lo patentó en 1862.
  - El motor diésel, llamado así en honor del ingeniero alemán Rudolf Diesel, funciona con un principio diferente y suele consumir gasóleo.
- La turbina de gas.
- El motor rotatorio o Motor Wankel.
- El Ciclo Atkinson.

## Clasificación de los alternativos según el ciclo
- De dos tiempos (2T): efectúan una carrera útil de trabajo en cada giro.
- De cuatro tiempos (4T): efectúan una carrera útil de trabajo cada dos giros.

Existen los diésel y gasolina, tanto en 2T como en 4T.
La invención se puede remontar a dos italianos: el padre Eugenio Barsanti, un sacerdote escolapio, y Felice Matteucci, ingeniero hidráulico y mecánico, que ya en 1853 detallaron documentos de operación, construcción y patentes pendientes en varios países europeos como Gran Bretaña, Francia, Italia y Alemania.
Los primeros prototipos carecían de la fase de compresión; es decir, la fase de succión terminaba prematuramente con el cierre de la válvula de admisión antes de que el pistón llegase a la mitad, lo que provocaba que la chispa que generaba la combustión que empuja la carrera del pistón fuese débil. Como consecuencia, el funcionamiento de estos primeros motores era deficiente. Fue la fase de compresión la que dio una eficiencia significativa al motor de combustión interna, que lograría el reemplazo definitivo de los motores a vapor e impulsaría el desarrollo de los automóviles, ya que lograba desarrollar una potencia igual o mayor en dimensiones considerablemente mucho más reducidas.
Las primeras aplicaciones prácticas de los motores de combustión interna fueron los motores fuera de borda. Esto fue debido a que el principal impedimento para la aplicación práctica del motor de combustión interna en vehículos terrestres era el hecho de que, a diferencia de la máquina de vapor, no podía comenzar desde parado. Los motores marinos no sufren este problema, ya que las hélices están libres de un momento de inercia significativo.
El motor, tal como lo conocemos hoy, fue desarrollado por el alemán Nikolaus Otto, quien en 1886 patentó el diseño de un motor de combustión interna a cuatro tiempos, basado en los estudios del inventor francés Alphonse Beau de Rochas de 1862, que a su vez se basó en el modelo de combustión interna de Barsanti y Matteucci.[cita requerida]

## Aplicaciones más comunes

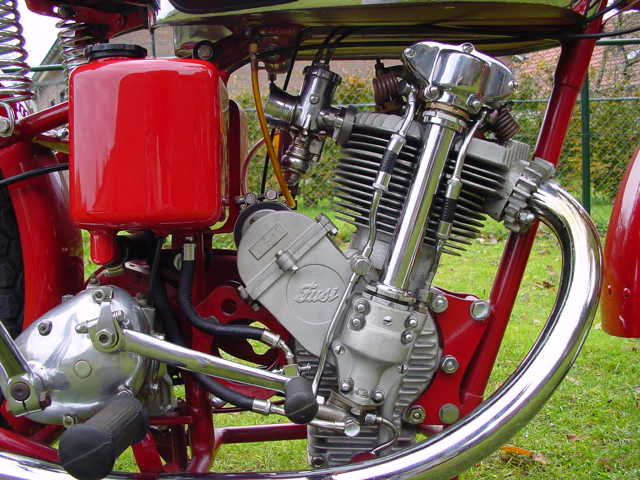
Motor SOHC de moto de competición, refrigerado por aire, 1937.

Las diferentes variantes de los dos ciclos, tanto en diésel como en gasolina, tienen cada uno su ámbito de aplicación.
- 2T gasolina: tuvo gran aplicación en las motocicletas, motores de ultraligeros (ULM) y motores marinos fuera-borda hasta una cierta cilindrada, habiendo perdido mucho terreno en este campo por las normas anticontaminación. Actualmente, siguen en uso para las cilindradas mínimas de ciclomotores y scooters (50 cc), o un poco más grandes de motocicletas de competición y motocross, pequeños motores de motosierras y otras máquinas portátiles ligeras, y pequeños grupos electrógenos (2015).
- 4T gasolina: domina en las aplicaciones en motocicletas de todas las cilindradas, automóviles, aviación deportiva y fuera borda.
- 2T diésel: domina en las aplicaciones navales de gran potencia, hasta 100 000 CV hoy día, y tracción ferroviaria. En su momento de auge se usó en aviación con cierto éxito.
- 4T diésel: domina en el transporte terrestre, automóviles y aplicaciones navales hasta una cierta potencia. Empieza a aparecer en la aviación deportiva.

### Estructura y funcionamiento
Los motores Otto y los diésel tienen los mismos elementos principales: (bloque, cigüeñal, biela, pistón, culata, válvulas) y otros específicos de cada uno, como la bomba inyectora de alta presión en los diésel, o antiguamente el carburador en los Otto.
En los 4T es muy frecuente designarlos mediante su tipo de distribución: SV, OHV, SOHC, DOHC. Es una referencia a la disposición del (o los) árbol de levas.

### Cámara de combustión
La cámara de combustión es un cilindro, por lo general fijo, cerrado en un extremo superior por la culata o tapa de block y dentro del cual se desliza un pistón el mismo que tiene acoplado aros o anillos, los cuales mejoran el sellado de la cámara de  combustión y lubrican el área de rozamiento, estos tienen como función principal mejorar el ajuste del pistón al cilindro, para que no exista fuga de combustión y tampoco suba el aceite a la cámara de combustión en el ciclo de admisión. La posición hacia dentro y hacia fuera del pistón modifica el volumen que existe entre la cara exterior del pistón y las paredes internas de la cámara. La cara interior del pistón está unida por una biela al cigüeñal, el mismo que convierte en movimiento lineal del pistón en rotatorio circular.
En los motores de varios cilindros, el cigüeñal tiene una posición de partida, llamada espiga de cigüeñal y conectada a cada eje, con lo que la energía producida por cada cilindro se aplica al cigüeñal en un punto determinado de la rotación. Los cigüeñales cuentan con pesados volantes y contrapesos cuya inercia reduce la irregularidad del movimiento del eje. Un motor alternativo puede tener de 1 a 28 cilindros.

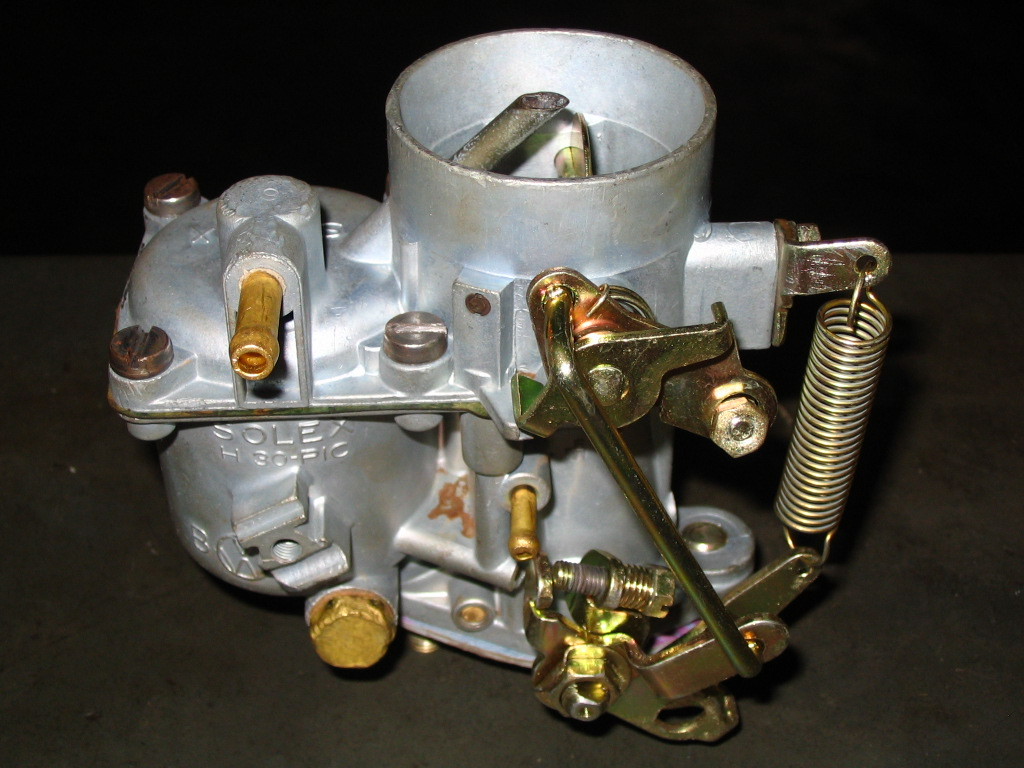
Carburador SOLEX mono-cuerpo.

### Sistema de alimentación
El sistema de alimentación de combustible de un motor Otto consta de un depósito, una bomba de combustible y un dispositivo dosificador de combustible que vaporiza o atomiza el combustible desde el estado líquido, en las proporciones correctas para poder ser quemado.
Se llama carburador al dispositivo que hasta ahora venía siendo utilizado con este fin en los motores Otto. Ahora los sistemas de inyección de combustible lo han sustituido por completo por motivos medioambientales. Su mayor precisión en la dosificación de combustible inyectado reduce las emisiones de CO2, y asegura una mezcla más estable. En los motores diésel se dosifica el combustible gasoil de manera no proporcional al aire que entra, sino en función del mando de aceleración y el régimen motor (mecanismo de regulación) mediante una bomba inyectora de combustible.

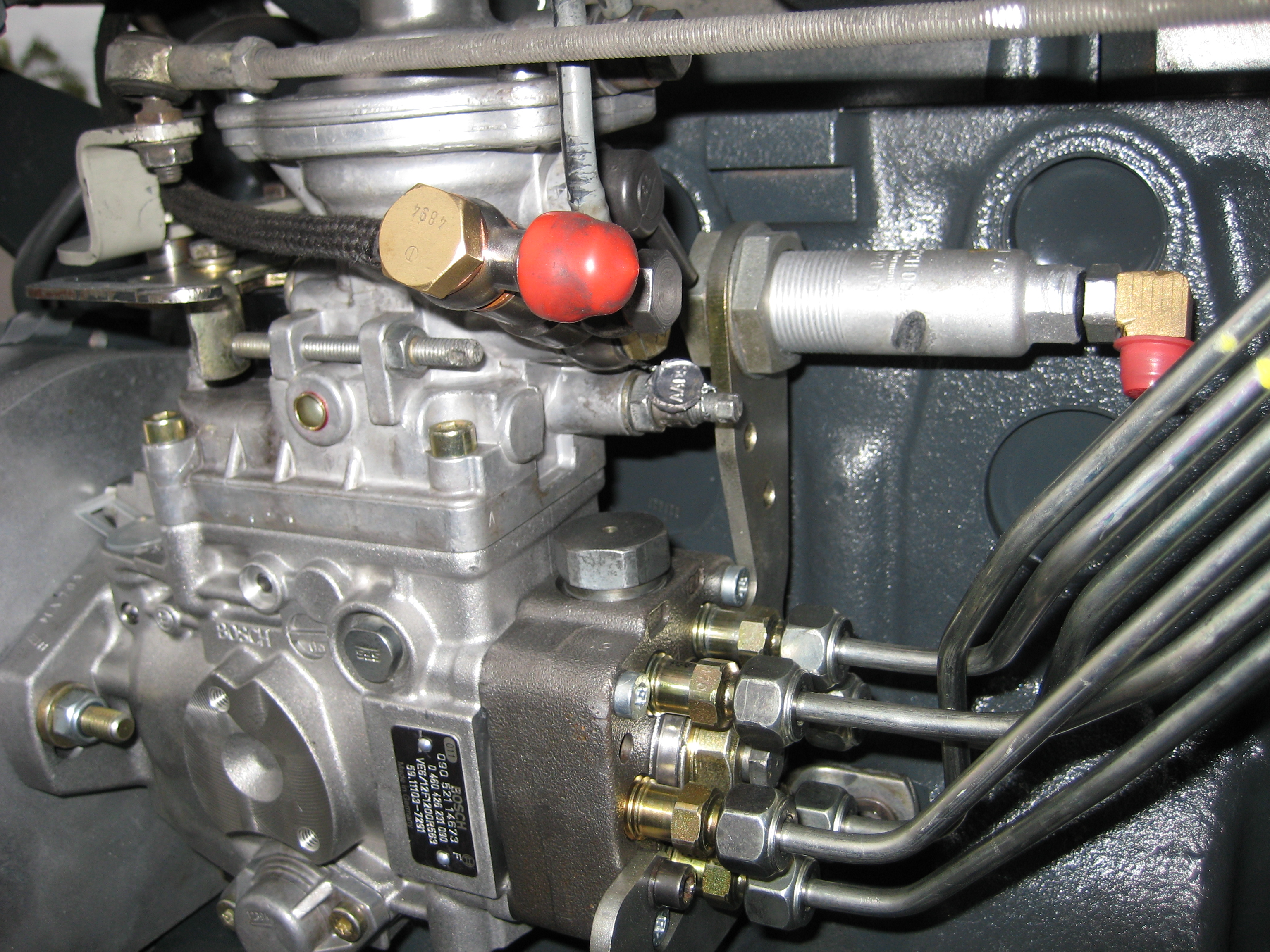
Bomba de inyección de combustible BOSCH para motor diésel.

En los motores de varios cilindros el combustible vaporizado se lleva a los cilindros a través de un tubo ramificado llamado colector de admisión. La mayor parte de los motores cuentan con un colector de escape o de expulsión, que transporta fuera del vehículo y amortigua el ruido de los gases producidos en la combustión.

### Sistema de distribución

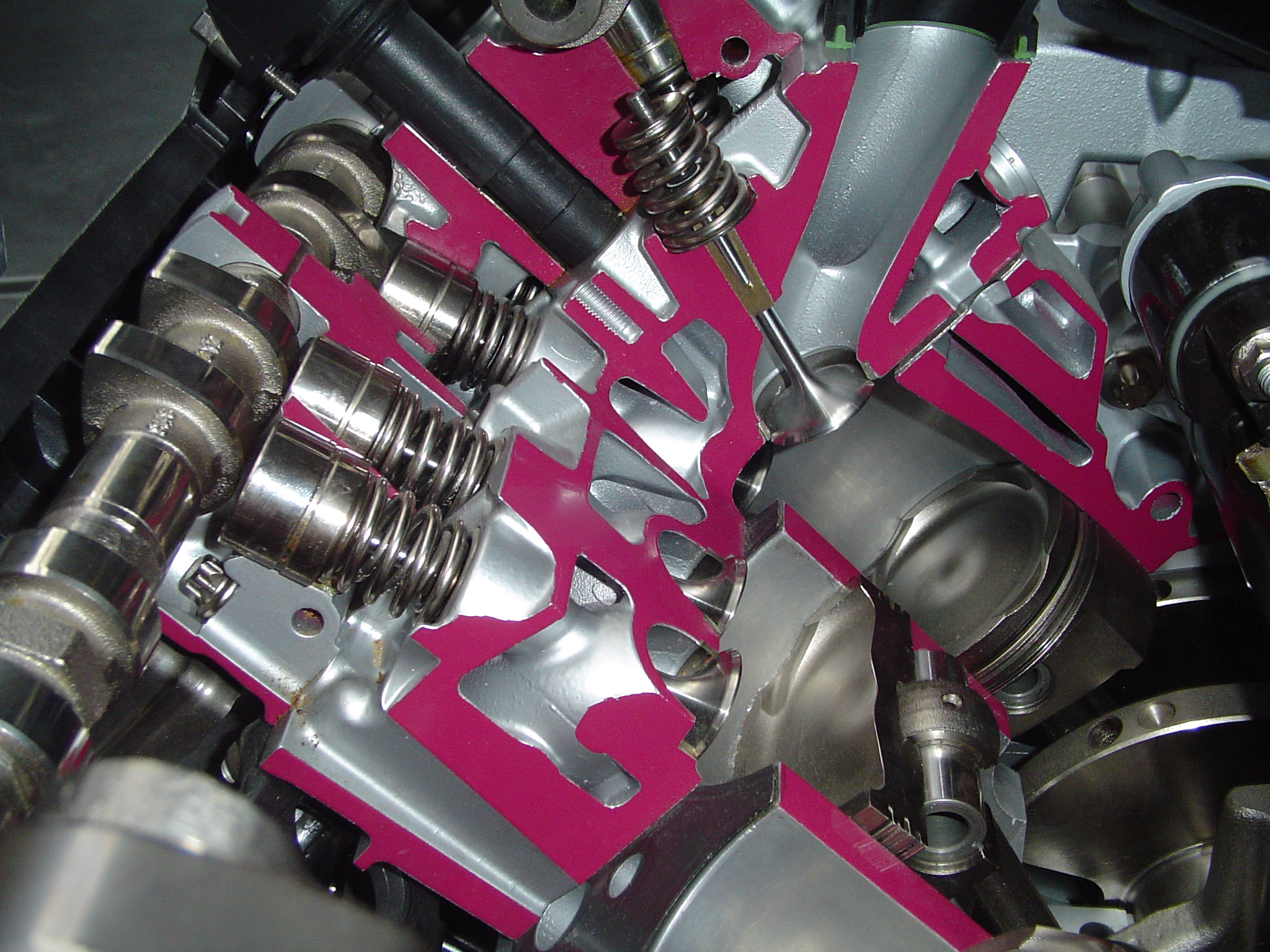
Válvulas y árbol de levas.

Cada cilindro toma el combustible y expulsa los gases a través de válvulas de cabezal o válvulas deslizantes. Un muelle mantiene cerradas las válvulas hasta que se abren en el momento adecuado, al actuar las levas de un árbol de levas rotatorio movido por el cigüeñal, estando el conjunto coordinado mediante la cadena o la correa de distribución. Ha habido otros diversos sistemas de distribución, entre ellos la distribución por camisa corredera (sleeve-valve).

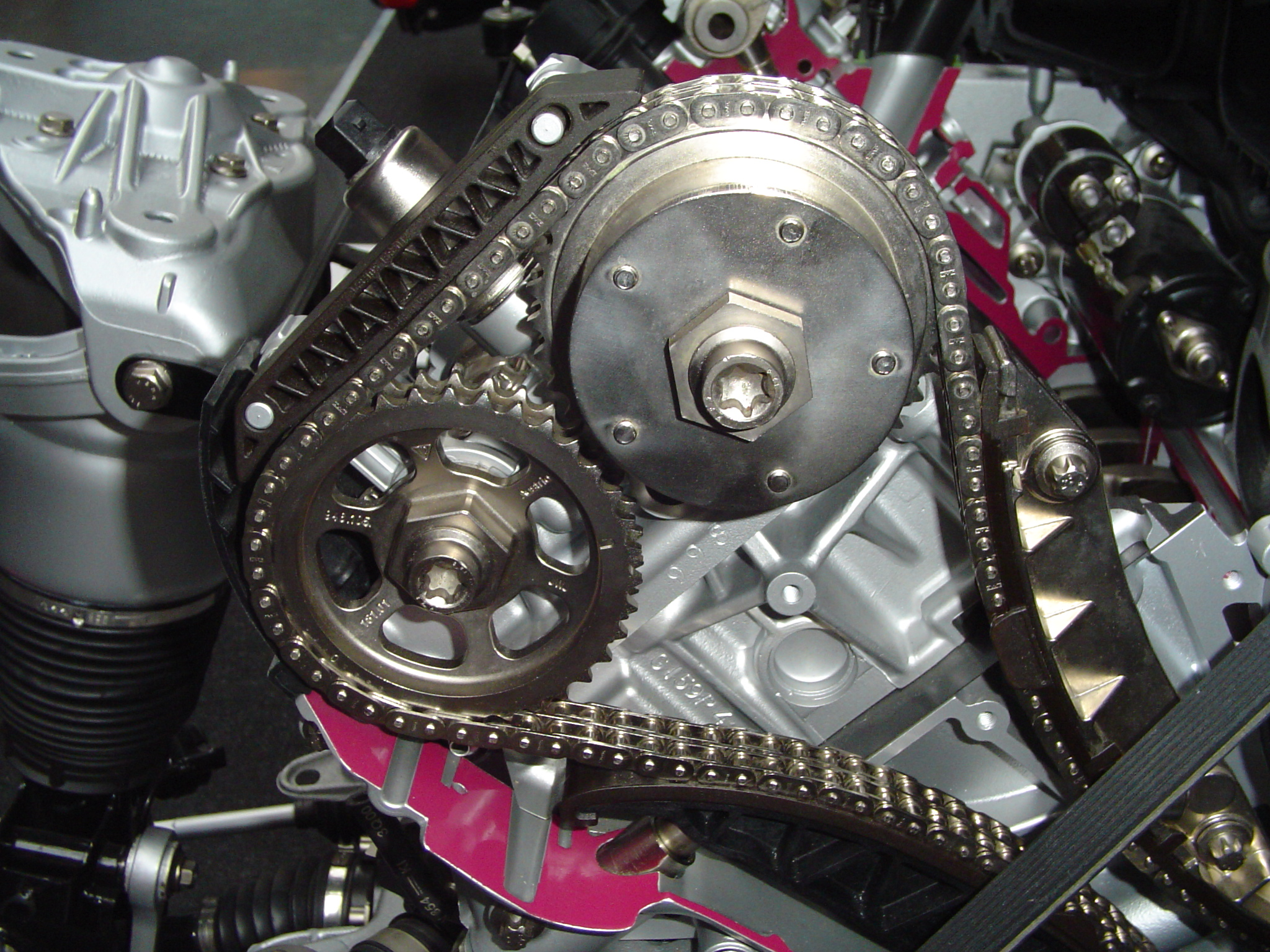
Cadena de distribución.

### Encendido

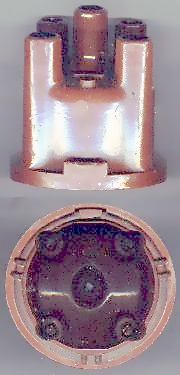
Tapa del distribuidor.

Los motores necesitan una forma de iniciar la combustión dentro del cilindro. En los motores Otto, el sistema de encendido consiste en un componente llamado bobina de encendido, que es un auto-transformador de alto voltaje al que está conectado un conmutador que interrumpe la corriente del primario para que se induzca un impulso eléctrico de alto voltaje en el secundario.
Dicho impulso está sincronizado con el tiempo de compresión de cada uno de los cilindros; el impulso se lleva al cilindro correspondiente (aquel que está en compresión en ese momento) utilizando un distribuidor rotativo y unos cables que llevan la descarga de alto voltaje a la bujía. El dispositivo que produce el encendido de la mezcla combustible/aire es la bujía, que, instalada en cada cilindro, dispone de electrodos separados unas décimas de milímetro, el impulso eléctrico produce una chispa en el espacio entre un electrodo y otro, que inflama el combustible; hay bujías con varios electrodos, bujías que usan el proceso de 'descarga de superficie' para producir la chispa, y 'bujías incandescentes' (Glow-plug).
Si la bobina está en mal estado se recalienta; eso produce pérdidas de energía, reduce la chispa de las bujías y causa fallos en el sistema de encendido del automóvil. De los sistemas de generación de electricidad en los motores, las magnetos dan un bajo voltaje a pocas rpm, aumentando el voltaje de la chispa al aumentar las rpm, mientras los sistemas con batería dan una buena chispa a bajas rpm, pero la intensidad de la chispa baja al aumentar las rpm.

### Refrigeración
Dado que la combustión produce calor, todos los motores deben disponer de algún tipo de sistema de refrigeración. Algunos motores estacionarios de automóviles y de aviones, y los motores fueraborda, se refrigeran con aire. Los cilindros de los motores que utilizan este sistema cuentan en el exterior con un conjunto de láminas de metal que emiten el calor producido dentro del cilindro. En otros motores se utiliza refrigeración por agua, lo que implica que los cilindros se encuentran dentro de una carcasa llena de agua que en los automóviles se hace circular mediante una bomba. El agua se refrigera al pasar por las láminas de un radiador. Es importante que el líquido que se usa para enfriar el motor no sea agua común y corriente porque los motores de combustión trabajan regularmente a temperaturas más altas que la temperatura de ebullición del agua. Esto provoca una alta presión en el sistema de enfriamiento, dando lugar a fallas en los empaques y sellos de agua, así como en el radiador; se usa un refrigerante, pues no hierve a la misma temperatura que el agua, sino a más alta temperatura, y que tampoco se congela a temperaturas muy bajas.
Otra razón por la cual se debe usar un refrigerante es que este no produce costras ni sedimentos que se adhieran a las paredes del motor y del radiador, formando una capa aislante que disminuiría la capacidad de enfriamiento del sistema. En los motores navales se utiliza agua del mar para la refrigeración.

### Sistema de arranque
Al contrario que los motores y las turbinas de vapor, los motores de combustión interna no producen un par de fuerzas cuando arrancan (véase Momento de fuerza), lo que implica que debe provocarse el movimiento del cigüeñal para que se pueda iniciar el ciclo. Los motores de automoción utilizan un motor eléctrico (el motor de arranque) conectado al cigüeñal por un embrague automático que se desacopla en cuanto arranca el motor. Por otro lado, algunos motores pequeños se arrancan a mano girando el cigüeñal con una cadena o tirando de una cuerda que se enrolla alrededor del volante del cigüeñal.
Otros sistemas de encendido de motores son los iniciadores de inercia, que aceleran el volante manualmente o con un motor eléctrico hasta que tiene la velocidad suficiente como para mover el cigüeñal. Ciertos motores grandes utilizan iniciadores explosivos que, mediante la explosión de un cartucho mueven una turbina acoplada al motor y proporcionan el oxígeno necesario para alimentar las cámaras de combustión en los primeros movimientos. Los iniciadores de inercia y los explosivos se utilizan sobre todo para arrancar motores de aviones.

## Tipos de motores

Motor Otto DOHC de 4 tiempos.

### Motor convencional del tipo Otto
El motor convencional del tipo Otto es un motor de tipo alternativo de cuatro tiempos (4T), aunque en fuera borda y vehículos de dos ruedas hasta una cierta cilindrada se utilizó mucho el motor de dos tiempos (2T). El rendimiento térmico de los motores Otto modernos se ve limitado por varios factores, entre otros la pérdida de energía por la fricción, la refrigeración y falta de constancia en las condiciones de funcionamiento.
La termodinámica nos dice que el rendimiento de un motor alternativo depende en primera aproximación del grado de compresión. Esta relación suele ser de 8 a 1 o 10 a 1 en la mayoría de los motores Otto modernos. Se pueden utilizar proporciones mayores, como de 12 a 1, aumentando así la eficiencia del motor, pero este diseño requiere la utilización de combustibles de alto índice de octano para evitar el fenómeno de la detonación, que puede producir graves daños en el motor. La eficiencia o rendimiento medio de un buen motor Otto es de un 20 a un 25 %: solo la cuarta parte de la energía calorífica se transforma en energía mecánica.
Casi todos los motores de este tipo se fabrican para el transporte y deben trabajar suministrando diferentes potencias en cada momento.
Debido a esto el rendimiento de los mismos cae bruscamente al trabajar con carga parcial, ya que, cuando esto sucede, la cámara de compresión mantiene su volumen, dando una compresión final baja y transformando gran parte de la energía en calor.
Funcionamiento (Figura 1)
1. Tiempo de admisión - El aire y el combustible mezclados entran por la válvula de admisión.
2. Tiempo de compresión - La mezcla aire/combustible es comprimida y encendida mediante la bujía.
3. Tiempo de combustión - El combustible se inflama y el pistón es empujado hacia abajo.
4. Tiempo de escape - Los gases de escape se conducen hacia fuera a través de la válvula de escape.
También existe una variación del ciclo Otto que mejora la eficiencia del motor al aumentar el tiempo de expansión con respecto al tiempo de compresión conocido como Ciclo Miller.

### Motores diésel

Los cuatro tiempos del diésel 4T; pulsar sobre la imagen.

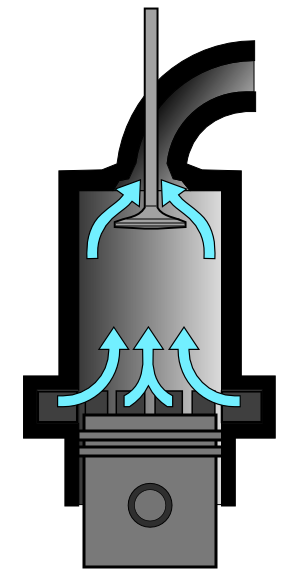
Motor diésel 2T, escape y admisión simultáneas.

En teoría, el ciclo diésel difiere del ciclo Otto en que la combustión tiene lugar en este último a volumen constante en lugar de producirse a una presión constante. La mayoría de los motores diésel son asimismo del ciclo de cuatro tiempos, salvo los de tamaño muy grande, ferroviarios o marinos, que son de dos tiempos. Las fases son diferentes de las de los motores de gasolina.
En la primera carrera, la de admisión, el pistón sale, y se absorbe aire hacia la cámara de combustión. En la segunda carrera, la fase de compresión, en que el pistón se acerca. el aire se comprime a una parte de su volumen original, lo cual hace que suba su temperatura hasta unos 850 °C. Al final de la fase de compresión se inyecta el combustible a gran presión mediante la inyección de combustible con lo que se atomiza dentro de la cámara de combustión, produciéndose la inflamación a causa de la alta temperatura del aire. En la tercera fase, la fase de trabajo, los gases producto de la combustión empujan el pistón hacia fuera, trasmitiendo la fuerza longitudinal al cigüeñal a través de la biela, transformándose en fuerza de giro par motor. La cuarta fase es, al igual que en los motores Otto, la fase de escape, cuando vuelve el pistón hacia dentro.
Algunos motores diésel utilizan un sistema auxiliar de ignición para encender el combustible al arrancar el motor y mientras alcanza la temperatura adecuada.
La eficiencia o rendimiento (proporción de la energía del combustible que se transforma en trabajo y no se pierde como calor) de los motores diésel dependen, de los mismos factores que los motores Otto, es decir de las presiones (y por tanto de las temperaturas) inicial y final de la fase de compresión. Por lo tanto es mayor que en los motores de gasolina, llegando a superar el 40 %. en los grandes motores de dos tiempos de propulsión naval. Este valor se logra con un grado de compresión de 20 a 1 aproximadamente, contra 9 a 1 en los Otto. Por ello es necesaria una mayor robustez, y los motores diésel son, por lo general, más pesados que los motores Otto. Esta desventaja se compensa con el mayor rendimiento y el hecho de utilizar combustibles más baratos.
Los motores diésel grandes de 2T suelen ser motores lentos con velocidades de cigüeñal de 100 a 750 revoluciones por minuto (rpm o r/min) (grandes barcos), mientras que los motores de 4T trabajan hasta 2500 rpm (camiones y autobuses) y 5000 rpm (automóviles).

### Motor de dos tiempos
Con un diseño adecuado puede conseguirse que un motor Otto o diésel funcione a dos tiempos, con un tiempo de potencia cada dos fases en lugar de cada cuatro fases. La eficiencia de este tipo de motores es menor que la de los motores de cuatro tiempos, pero al necesitar solo dos tiempos para realizar un ciclo completo, producen más potencia que un motor cuatro tiempos del mismo tamaño.
El principio general del motor de dos tiempos es la reducción de la duración de los periodos de absorción de combustible y de expulsión de gases a una parte mínima de uno de los tiempos, en lugar de que cada operación requiera un tiempo completo. El diseño más simple de motor de dos tiempos utiliza, en lugar de válvulas en la culata, lumbreras, orificios (que quedan expuestos al ir subiendo y bajando el pistón). En los motores de dos tiempos, casi siempre lubricados añadiendo aceite a la gasolina, la mezcla de combustible y aire entra en el cilindro a través de la lumbrera de admisión cuando el pistón está en la posición más alejada de la culata. El primer tiempo es la compresión-encendido, en la que se inicia la combustión de la carga de mezcla aire/combustible/aceite cuando el pistón avanza hasta el final del ese tiempo (PMS). Después, el pistón se retira en la fase de explosión, abriendo el orificio de expulsión y permitiendo que los gases salgan de la cámara. De los dos procedimientos para el 'barrido' dentro de los cilindros de los motores de dos tiempos, proceso por el cual entra la nueva carga y se expulsan al escape los gases procedentes de la combustión de la mezcla de trabajo, se ha demostrado (SAE) que el llamado: 'barrido en lazo' ('Loop scavenging' en inglés) da siempre mejores resultados que el sistema llamado: 'Unidireccional' ('Uniflow scavenging' en inglés).

### Motor de cuatro tiempos
Hacia 1879 Nicolaus August Otto diseñó y construyó un motor con doble expansión, concepto propuesto por los ingleses Jonathan Hornblower y Artur Woolf en 1781, antes de que Watt llevase a la práctica la máquina de vapor. La primera expansión se hacía en el cilindro donde se realizó la combustión, y una segunda en otro pistón, este a baja presión, con el objetivo de lograr el aprovechamiento de la energía de los gases de escape; incluso se han construido motores con triple expansión, como el Troy, y el principio se usó en muchos motores marinos. En 1906 la empresa EHV radicada en Connecticut, EE. UU., fabricó un motor de combustión interna de tres cilindros y doble expansión que montaron en un automóvil. Al igual que el motor construido por Otto, cuyo comprador lo devolvió, el motor de EHV no demostró en la práctica las ventajas de menor consumo de combustible esperadas. En España hay dos patentes concedidas de motores con un principio similar, una de 1942 a Francisco Jimeno Cataneo (N.º OEPM 0156621) y otra de 1975 a Carlos Ubierna Laciana (N.º OEPM 0433850), en el INTA se construyó un prototipo de motor de aviación con cilindros en estrella y un principio parecido, ideado por el ingeniero J Ortuño García, patentes 0230551 y 0249247 y al que se atribuyó un consumo muy bajo de combustible, está expuesto en el Museo del Aire en Cuatro Vientos, Madrid. El año 2009, la empresa británica ILMOR presentó en una exposición internacional de motores en Stuttgart, un prototipo de motor de 5 tiempos, según una patente concedida en EE. UU. a Gerhard Schmitz. Para este motor anunciaron un consumo específico de 215 g/kWh, una relación de compresión efectiva de 14'5/1 y un peso inferior en 20 % a los motores convencionales equivalentes.

### Motor Wankel

Motor Wankel.

En la década de 1950, el ingeniero alemán Félix Wankel completó el desarrollo de un motor de combustión interna con un diseño revolucionario, actualmente conocido como Motor Wankel. Utiliza un rotor triangular-lobular dentro de una cámara ovalada, en lugar de un pistón y un cilindro.
La mezcla de combustible y aire es absorbida a través de un orificio de aspiración y queda atrapada entre una de las caras del rotor y la pared de la cámara. La rotación del rotor comprime la mezcla, que se enciende con una bujía. Los gases se expulsan a través de un orificio de expulsión con el movimiento del rotor. El ciclo tiene lugar una vez en cada una de las caras del rotor, produciendo tres fases de potencia en cada giro.
El motor de Wankel es compacto y ligero en comparación con los motores de pistones, por lo que ganó importancia durante la crisis del petróleo en las décadas de 1970 y 1980. Además, funciona casi sin vibraciones y su sencillez mecánica permite una fabricación barata. No requiere mucha refrigeración, y su centro de gravedad bajo aumenta la seguridad en la conducción. No obstante salvo algunos ejemplos prácticos como algunos vehículos Mazda, ha tenido problemas de durabilidad.

### Motor de carga estratificada
Una variante del motor de encendido con bujías es el motor de carga estratificada, diseñado para reducir las emisiones sin necesidad de un sistema de re-circulación de los gases resultantes de la combustión y sin utilizar un catalizador. La clave de este diseño es una cámara de combustión doble dentro de cada cilindro, con una antecámara que contiene una mezcla rica de combustible y aire mientras la cámara principal contiene una mezcla pobre. La bujía enciende la mezcla rica, que a su vez enciende la de la cámara principal. La temperatura máxima que se alcanza es suficientemente baja como para impedir la formación de óxidos de nitrógeno, mientras que la temperatura media es la suficiente para limitar las emisiones de monóxido de carbono e hidrocarburos.

## Más lecturas
- L J K Setright: 'Some Unusual Engines', Mechanical Engineering Publications Limited. London, 1975. ISBN 0 85928 208 9
- Varios Autores: 'Enciclopedia CEAC del motor y automóvil', Barcelona, 1974. ISBN 84-329-1007-4
- Takashi Suzuki, PhD: 'The romance of engines', SAE, 1997. ISBN 1-56091-911-6
- sir Harry Ricardo y J G G Hempson: 'The High-Speed Internal-Combustion Engine', Reimpresión el 2004 de la 5.ª edición de 1968.
- Max Bentele: 'Engine revolutions', SAE 1991. ISBN 1-56091-081-X
- Herschel Smith: 'A History of Aircraft Piston Engines', SunFlower University Press, 1986. ISBN 0-07-058472-9
- Bill Ginston: 'Development of Piston Aero Engines', PSL 1999. ISBN 978 1 85260 619 0
- Arias-Paz: 'Manual del Automóvil', 'Motocicletas'. Dossat.